# Eugene Hale
Eugene Hale, född 6 juni 1836 i Turner, Maine, död 27 oktober 1918 i Washington, D.C., var en amerikansk republikansk politiker. Han representerade delstaten Maine i båda kamrarna av USA:s kongress, först i representanthuset 1869–1879 och sedan i senaten 1881–1911. Sonen Frederick Hale var senator 1917–1941.
Hale studerade juridik i Portland, Maine. Han inledde 1857 sin karriär som advokat i Ellsworth, Maine. Han var åklagare i Hancock County 1858–1866.
Hale blev invald i representanthuset i kongressvalet 1868. Han omvaldes fyra gånger men besegrades i kongressvalet 1878 av fackföreningsaktivisten Thompson H. Murch som kandiderade för Greenbackpartiet.
Hale efterträdde 1881 Hannibal Hamlin som senator för Maine. Han omvaldes fyra gånger. Hale profilerade sig som motståndare till USA:s intervention på Kuba som ledde till spansk-amerikanska kriget och erövringar av nya territorier. Han var i största allmänhet emot expansionism och jingoism. Motståndarsidan beskyllde honom för främjandet av Spaniens intressen och kallade honom "The Senator from Spain". Hale efterträddes 1911 som senator av demokraten Charles Fletcher Johnson.
Hale avled 1918 och gravsattes på Woodbine Cemetery i Ellsworth.